# 長興寺 (田原市)
長興寺（ちょうこうじ）は、愛知県田原市大久保町にある曹洞宗の寺院である。

## 概要
戦国時代の国人領主・戸田氏の菩提寺として知られる。

## 歴史
寺伝によれば、建治元年（1275年）に後深草上皇の発願により、大覚寺という天台宗の寺院として創建されたという。その後臨済宗に改宗するが、室町時代に入ると戦乱の影響で廃寺同然まで衰微した。
文明14年（1482年）に、三河渥美郡の分郡守護代・一色政照（七郎）の菩提を弔うため、猶子である田原城主・戸田宗光が廬嶽洞都に懇請し、弟子の春崗慧成が入寺して大覚寺を再興した。この時に曹洞宗に改宗し、寺号を長興寺と改めて、廬嶽を勧請開山とした。宗光は、同寺に寺領50貫文を寄進し、代々の菩提寺と定めている。
宗光の曽孫である戸田康光が天文16年（1547年）に今川氏に滅ぼされると寺領の大半を失うが、田原城代となった朝比奈元智の仲介によって永禄5年（1562年）には全て回復し、さらに今川氏真や徳川家康からの寄進・庇護を受けた。
その後、田原藩第2代藩主・戸田忠能に至るまで、田原戸田家歴代当主の墓所が境内に営まれた。慶安元年（1684年）には朱印地100石を与えられている。

## 境内

### 主な建築
- 山門 - 元禄7年（1694年）の建築。
- 中雀門 - 天保2年（1831年）の建築。山門と本堂の中間に位置し、門の東西に回廊が延びている。
- 本堂 - 本尊の釈迦牟尼仏を安置する。
- 十王堂 - 十王・奪衣婆と地蔵菩薩を安置する。創建年代は不明だが、元文5年（1740年）に堂主が死去した旨の記録が同寺に伝わっており、少なくともその時点で存在したことになる[8]。もともと山門の前にあったが、明治27年（1894年）に暴風雨で倒壊し、翌年境内に移設された。
- 庫裏
- 鎮守社
- 収蔵庫

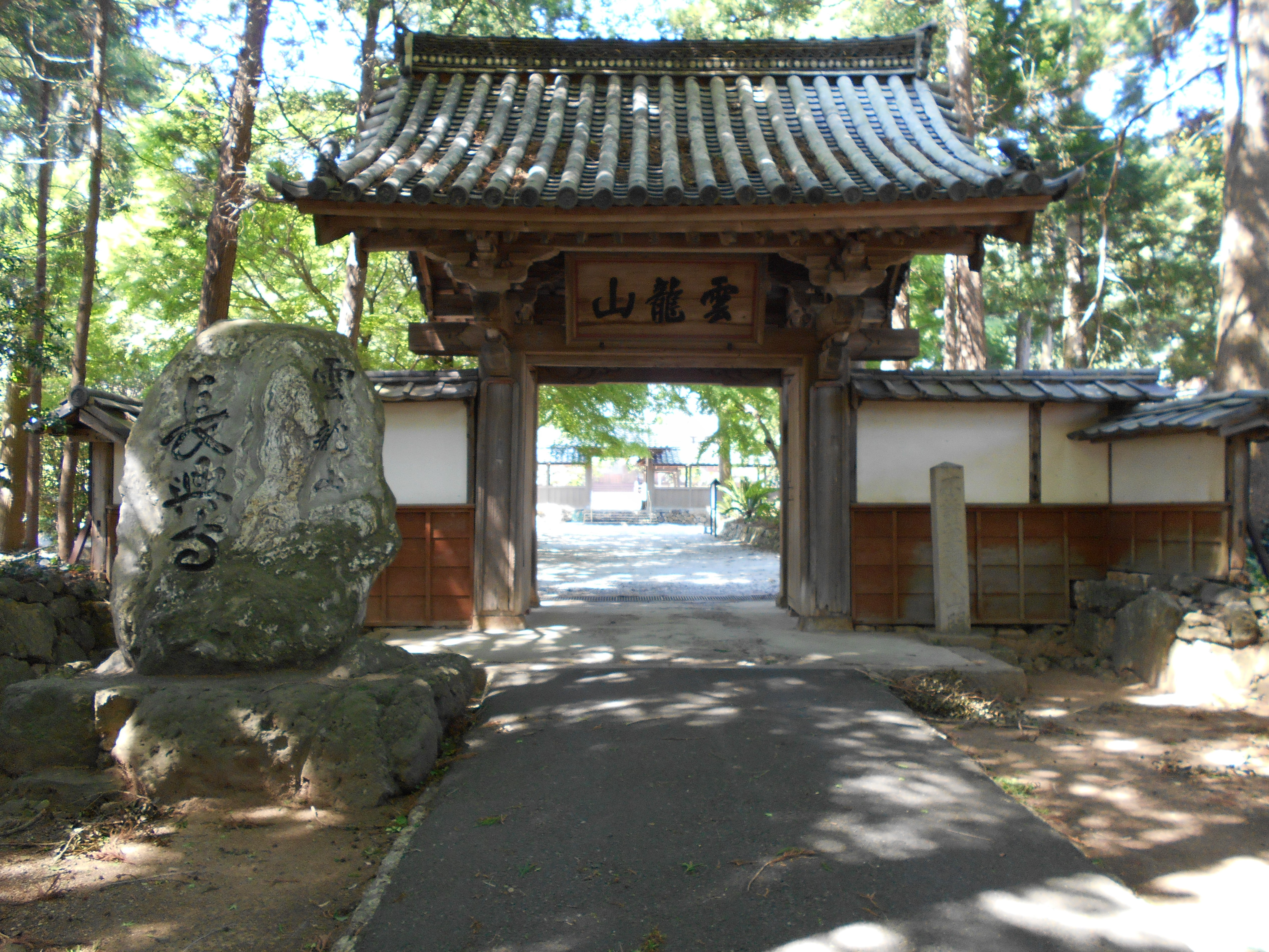
山門（2016年4月）
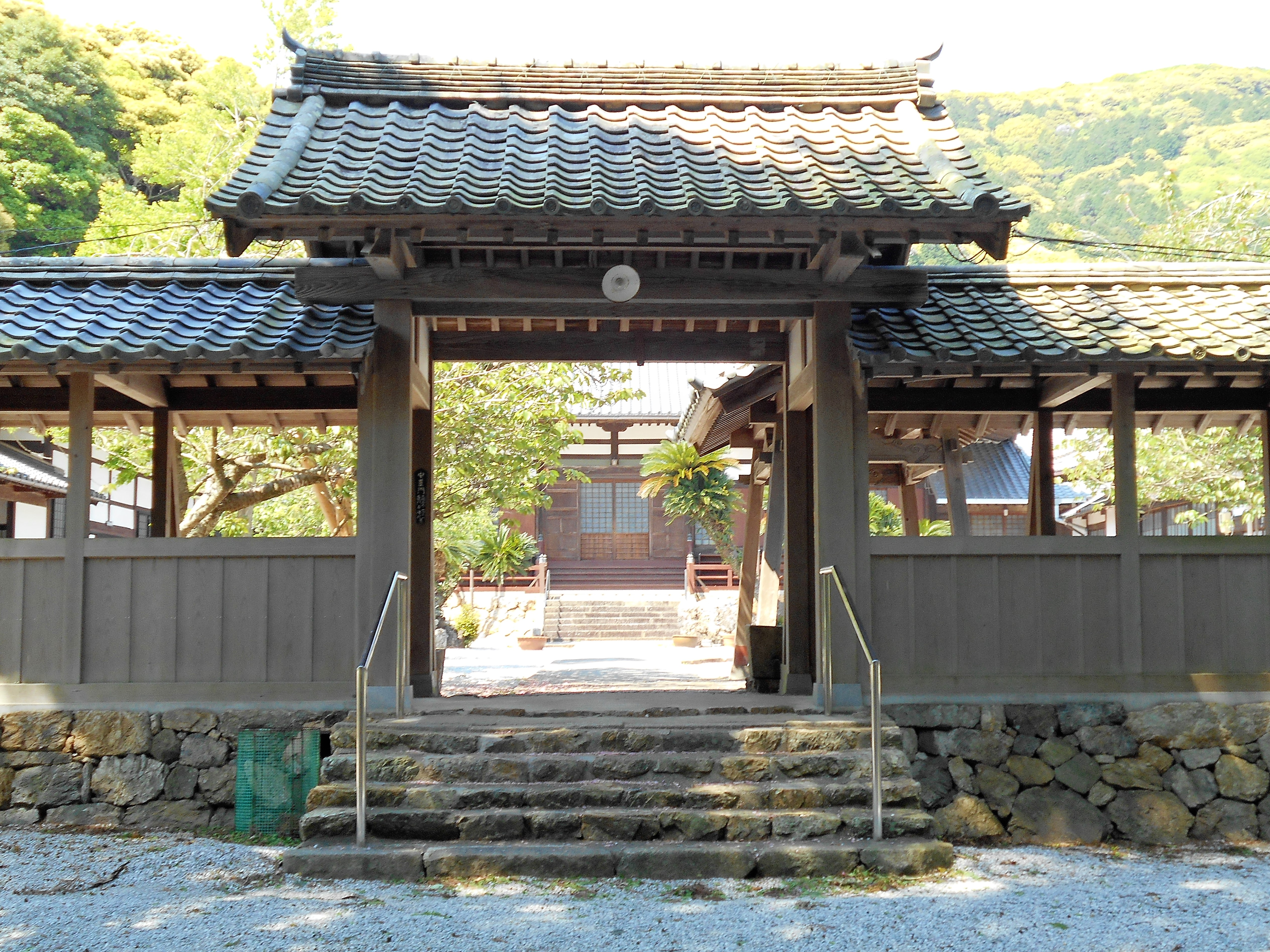
中雀門（2016年4月）
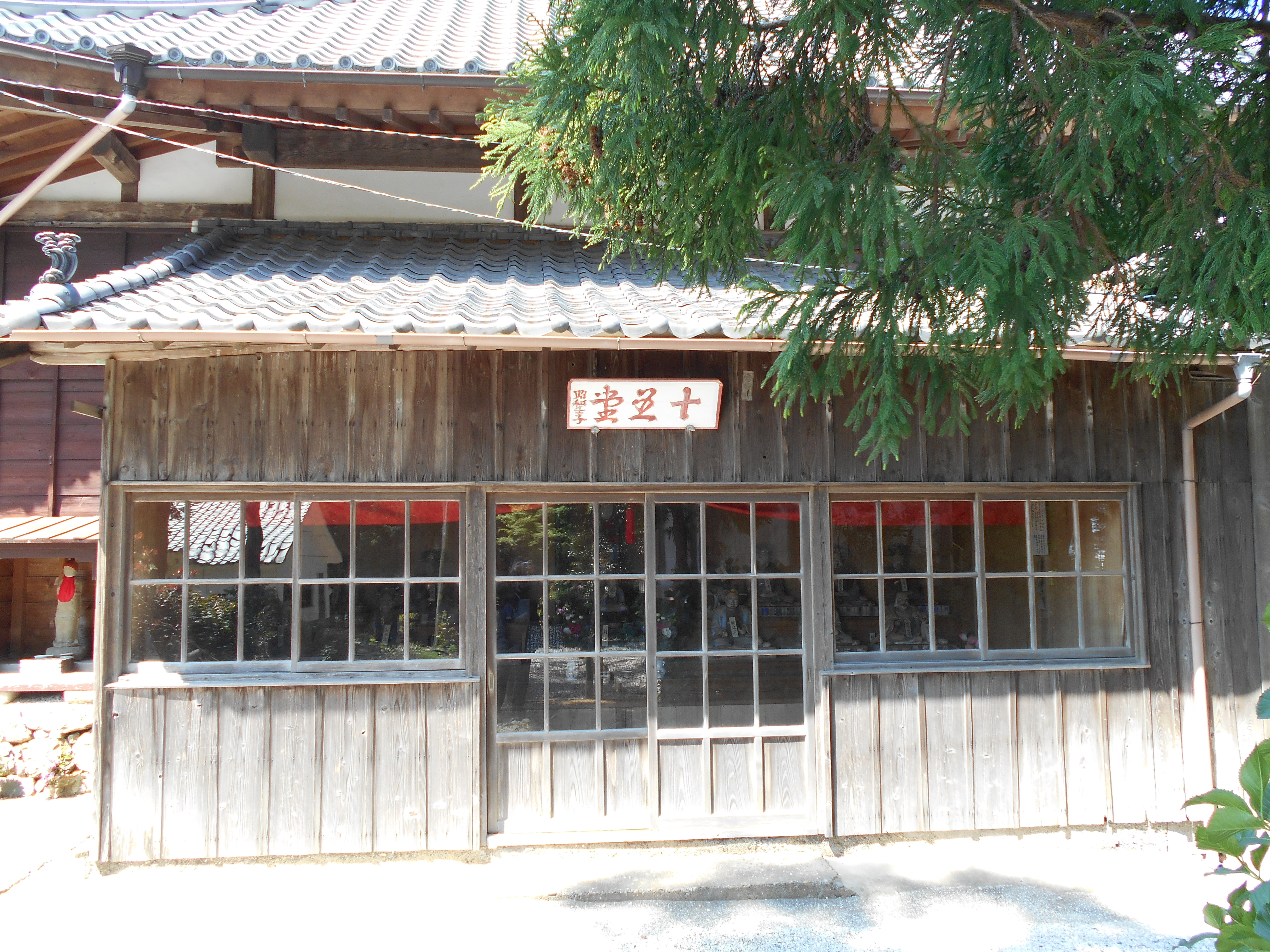
十王堂（2016年4月）

### 戸田氏墓所

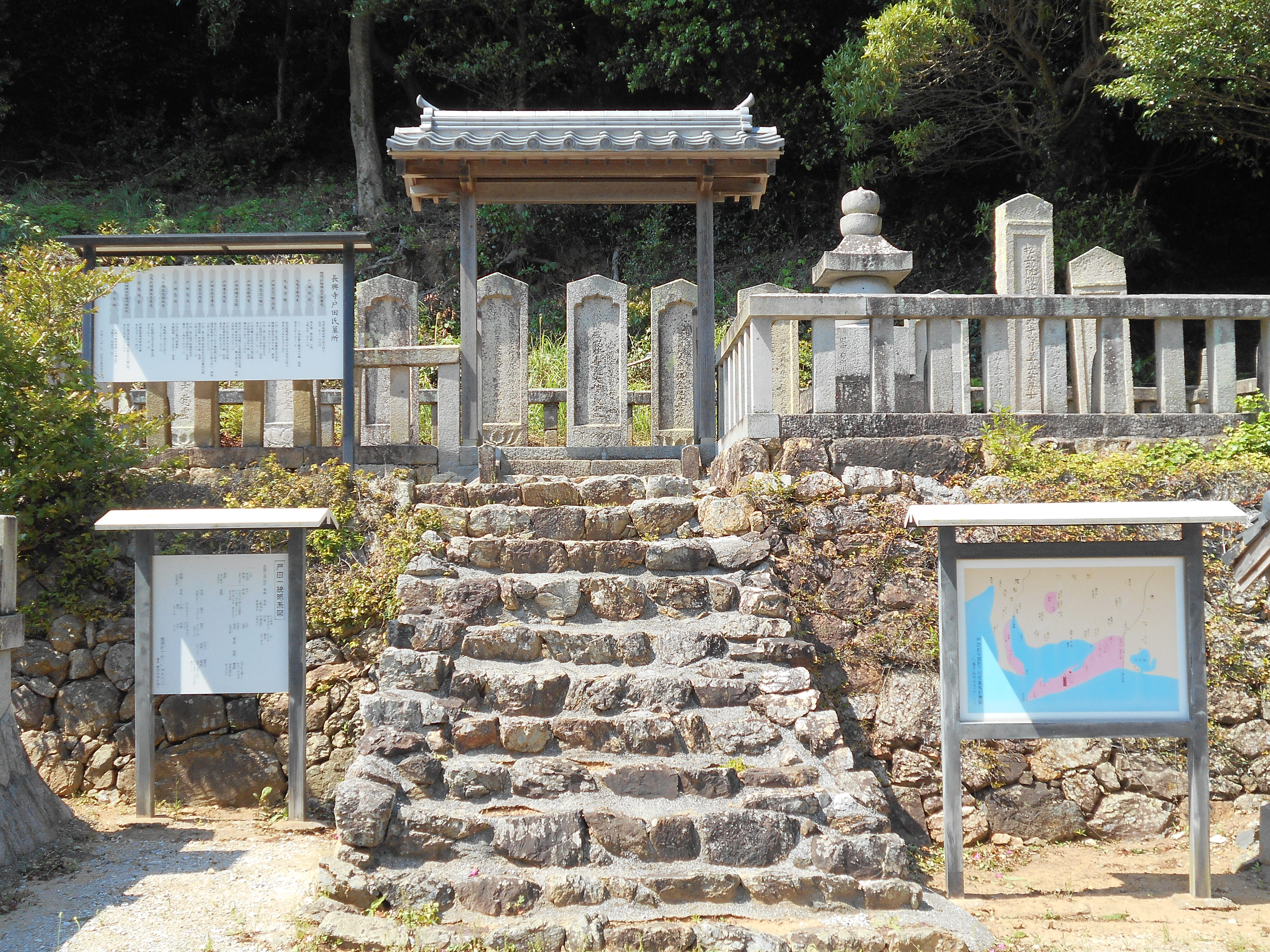
正面から見た戸田氏墓所（2016年4月）

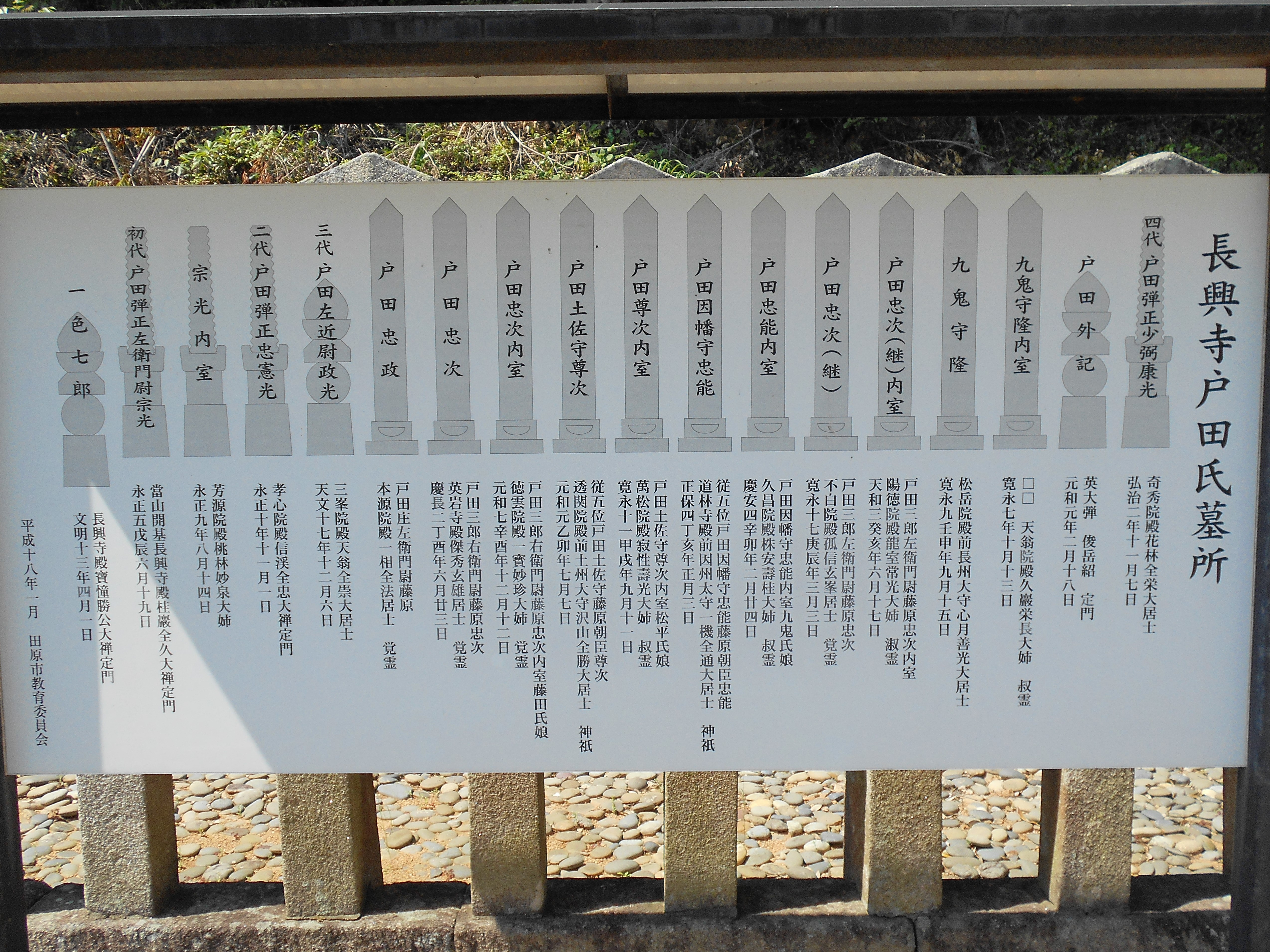
戸田氏墓所案内板（2016年4月）

境内西側に歴代の戸田氏当主やその妻などの墓所が整備され、西（墓所正面から向かって左）から以下の順に墓石が南面して並んでいる。
また、宗光の墓の手前（墓所西南隅）には、一色政照（七郎）の墓が東側を向いて建っている。もともとは、田原市大草町にあった宝憧寺に建てられていた墓で、昭和40年（1965年）に長興寺へ改葬された。
- 戸田宗光
- 芳源院（戸田宗光室）
- 戸田憲光
- 戸田政光
- 戸田忠政
- 戸田忠次
- 徳雲院（戸田忠次室）
- 戸田尊次
- 萬松院（戸田尊次室）
- 戸田忠能
- 久昌院（戸田忠能室）
- 戸田忠次（忠継）[注釈 3]
- 陽徳院（戸田忠次（忠継）室）
- 九鬼守隆[注釈 4]
- 天翁院（九鬼守隆室）
- 戸田外記[注釈 5]
- 戸田康光

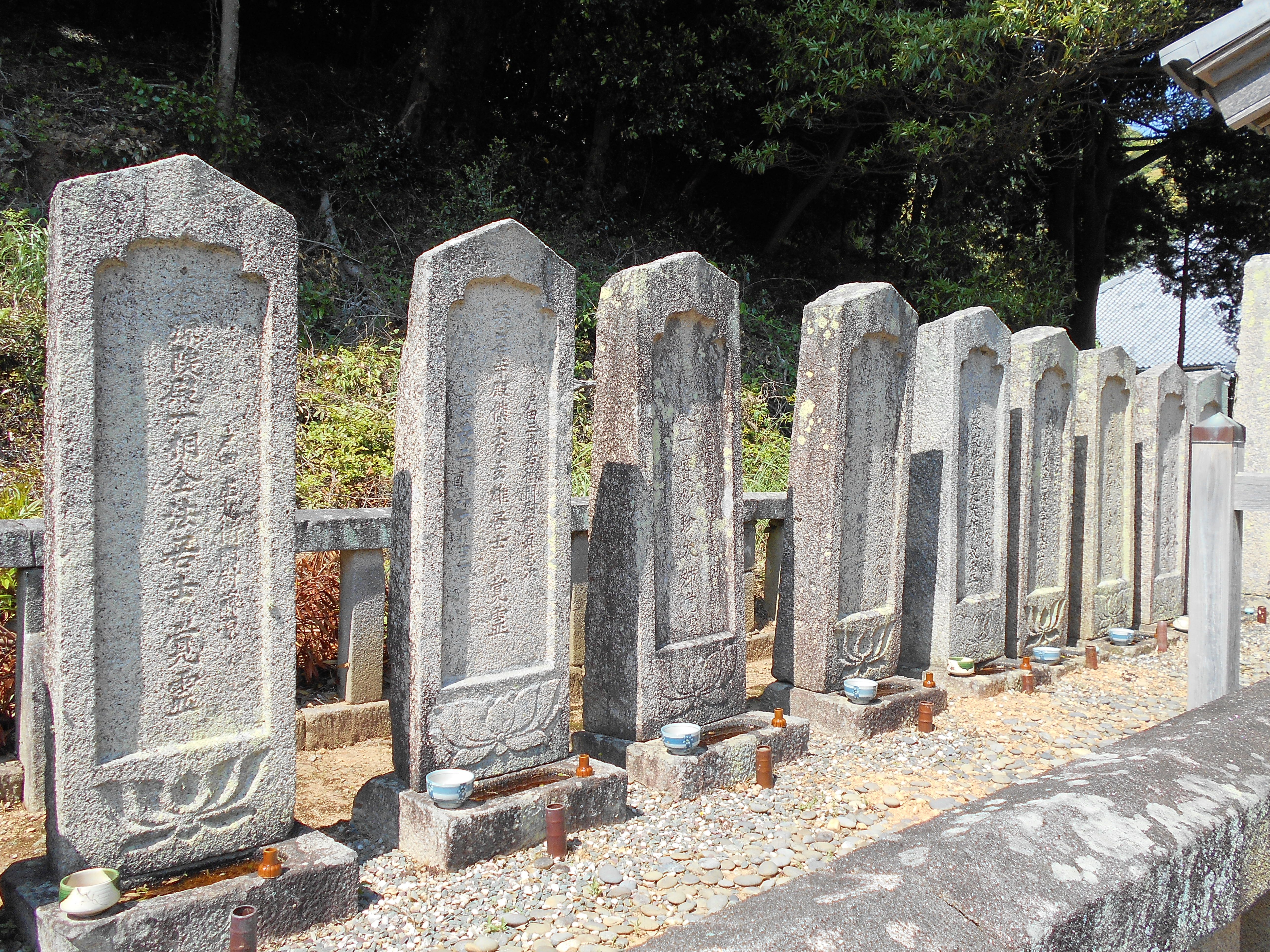
戸田氏墓所（2016年4月）
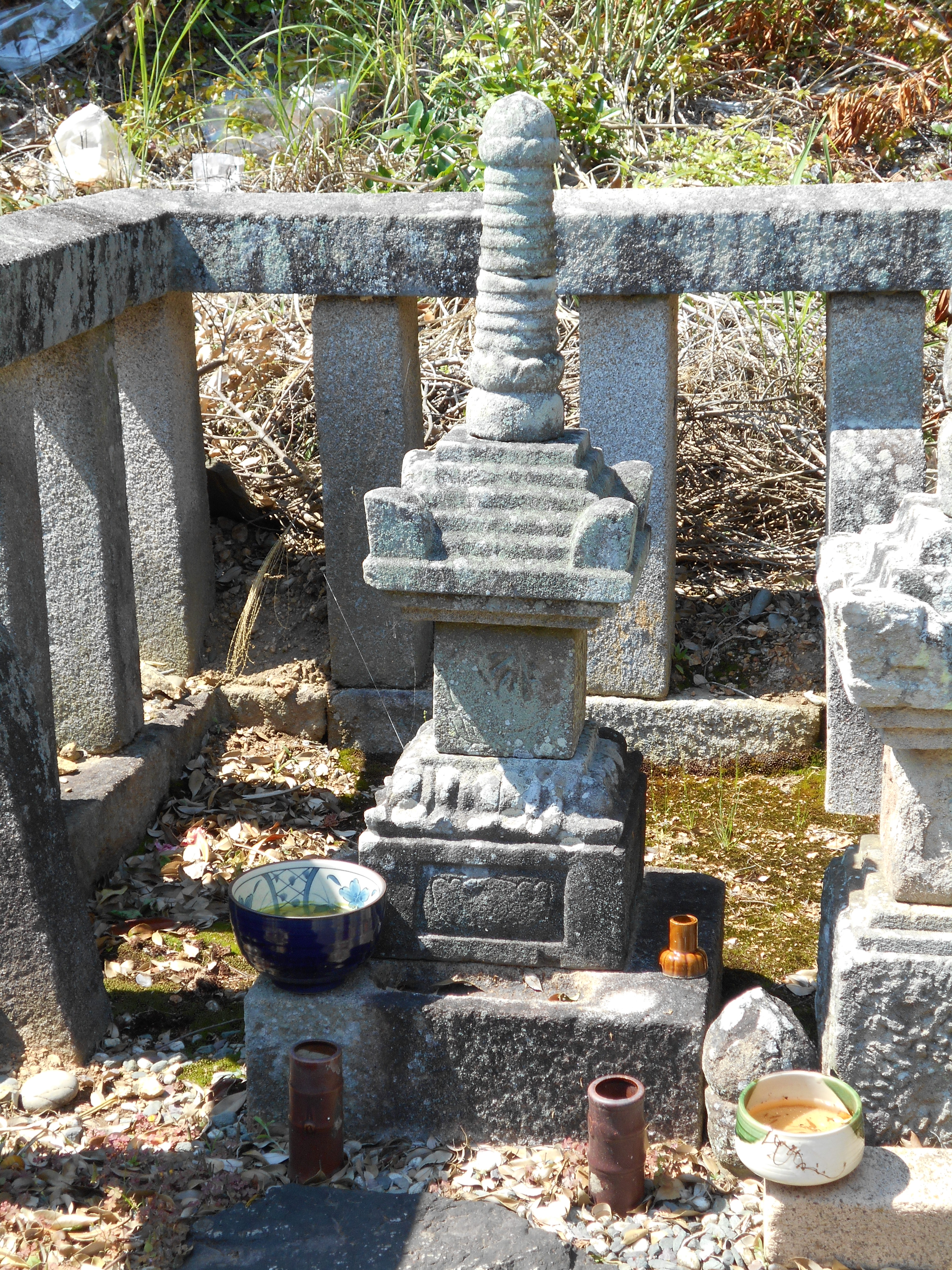
戸田宗光の墓
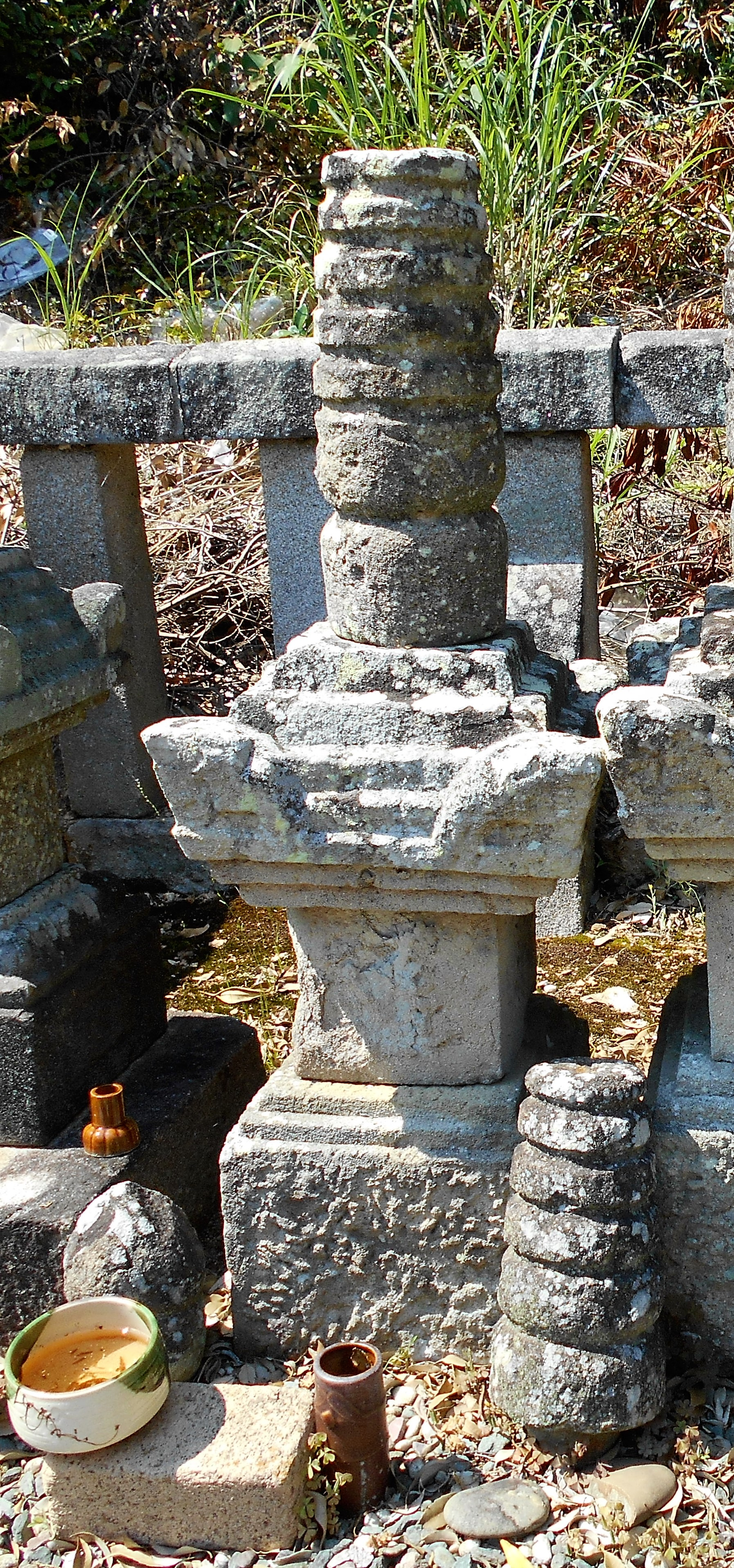
芳源院の墓
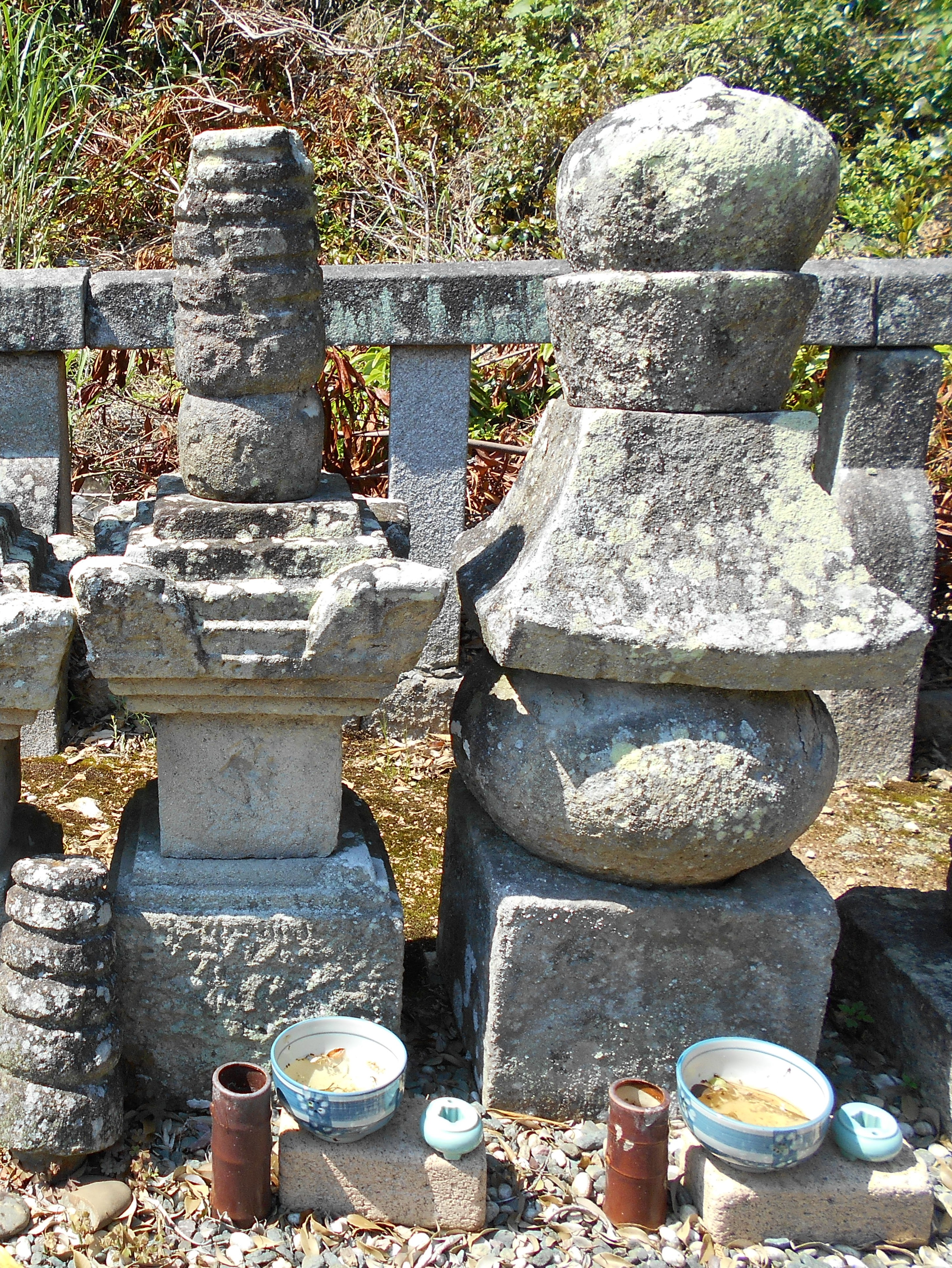
戸田憲光と戸田政光の墓
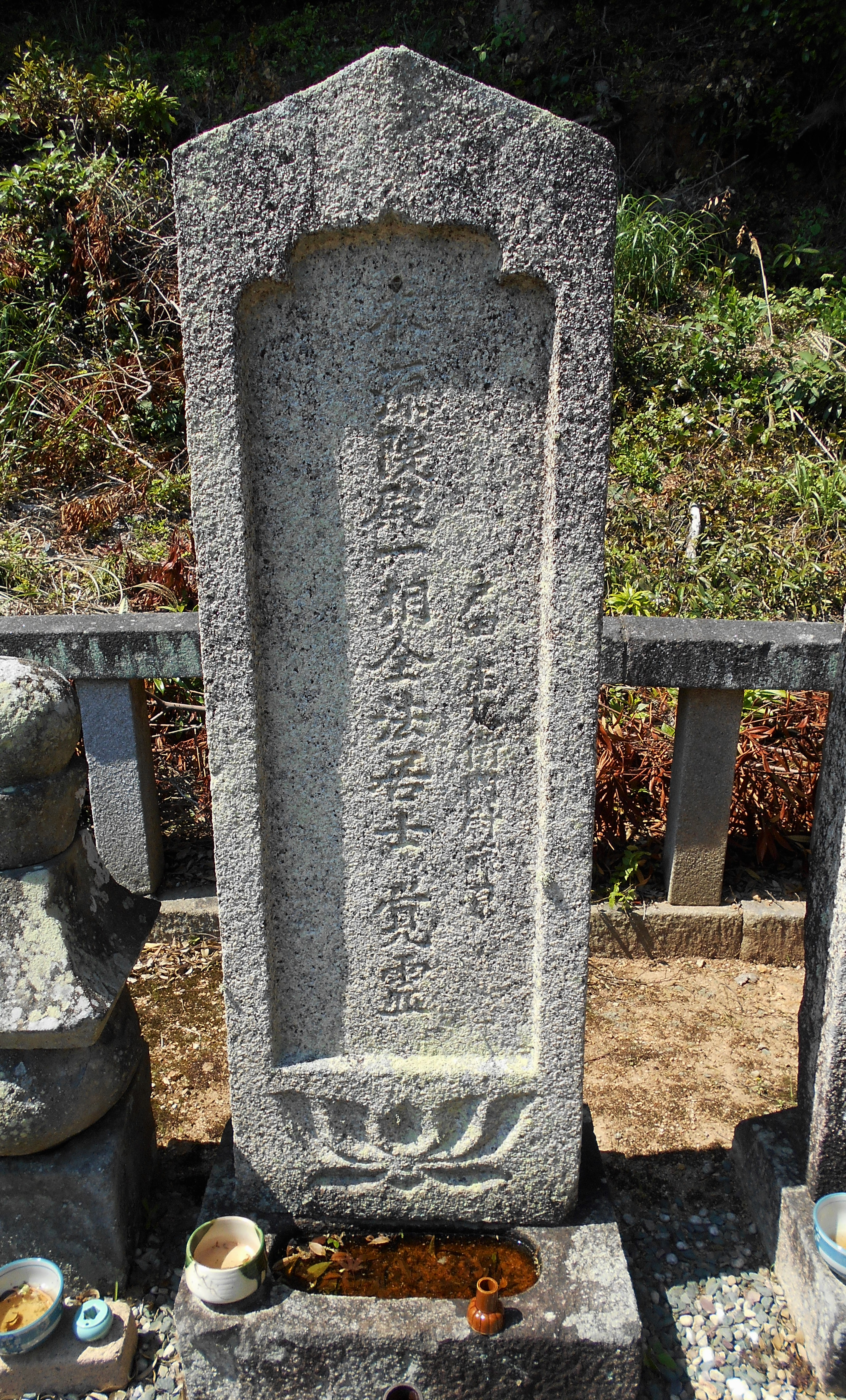
戸田忠政の墓
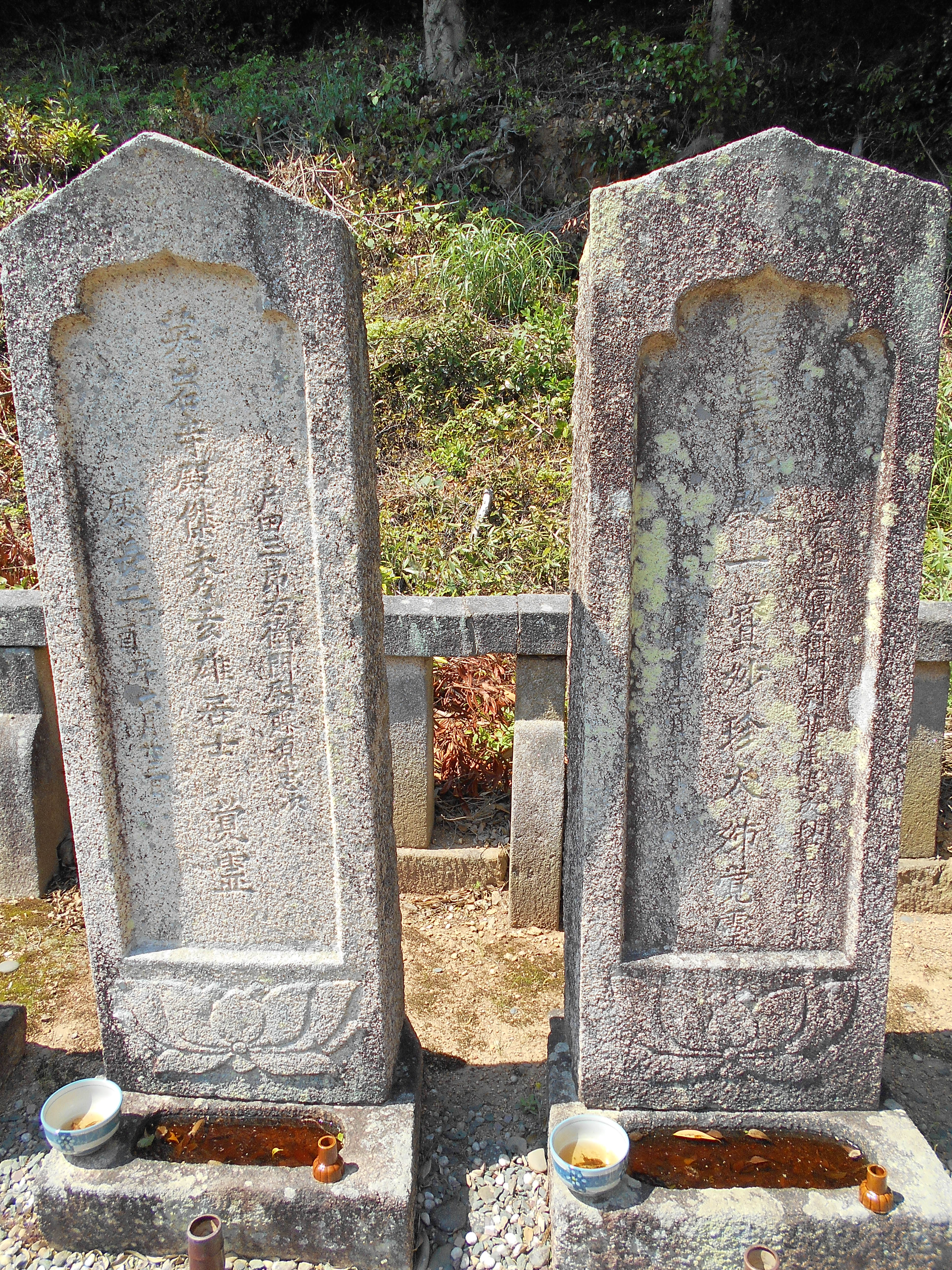
戸田忠次と徳雲院の墓
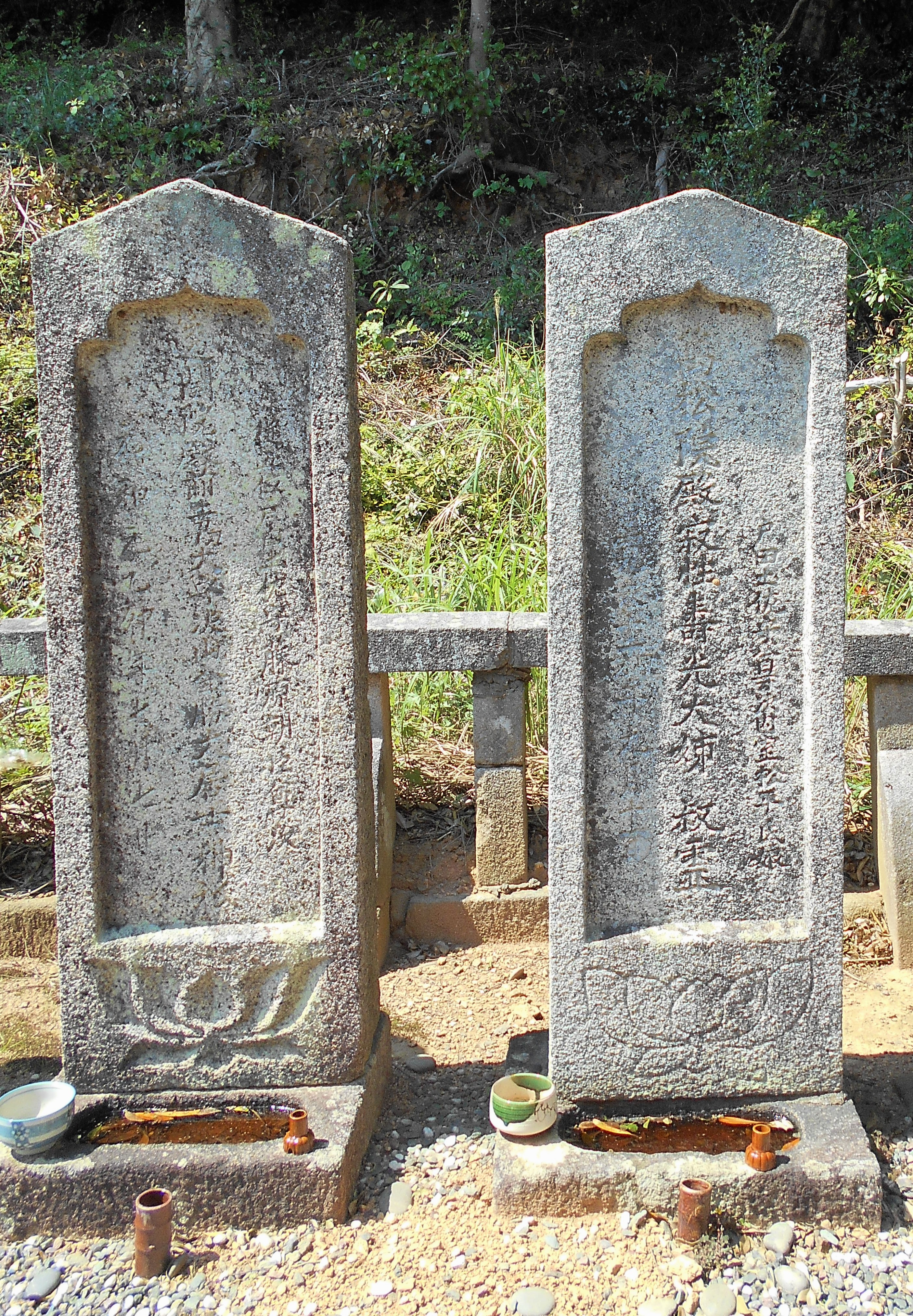
戸田尊次と萬松院の墓
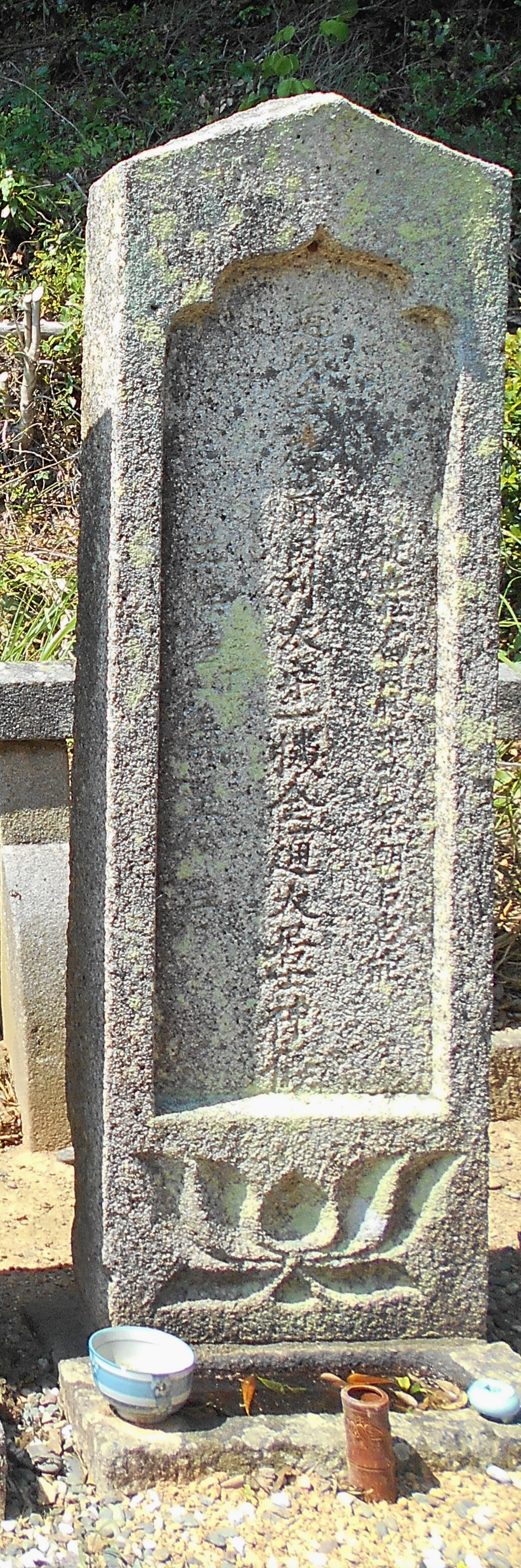
戸田忠能の墓
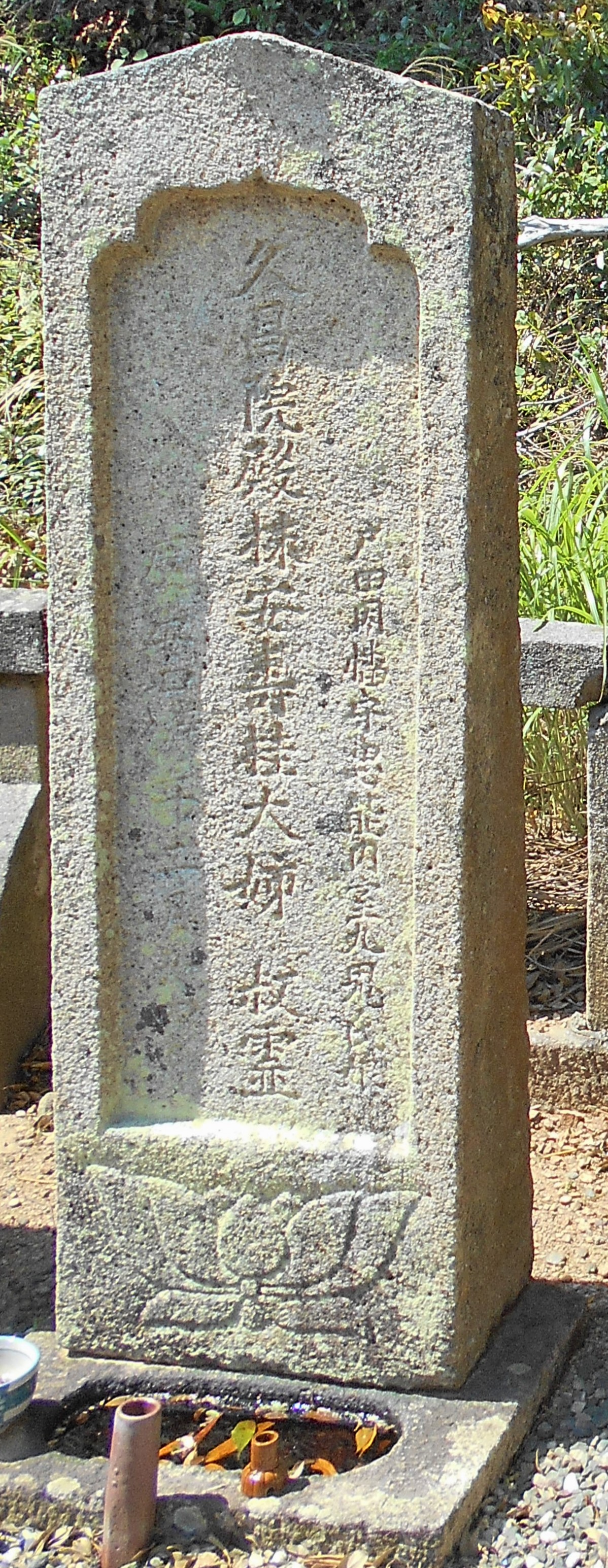
久昌院の墓
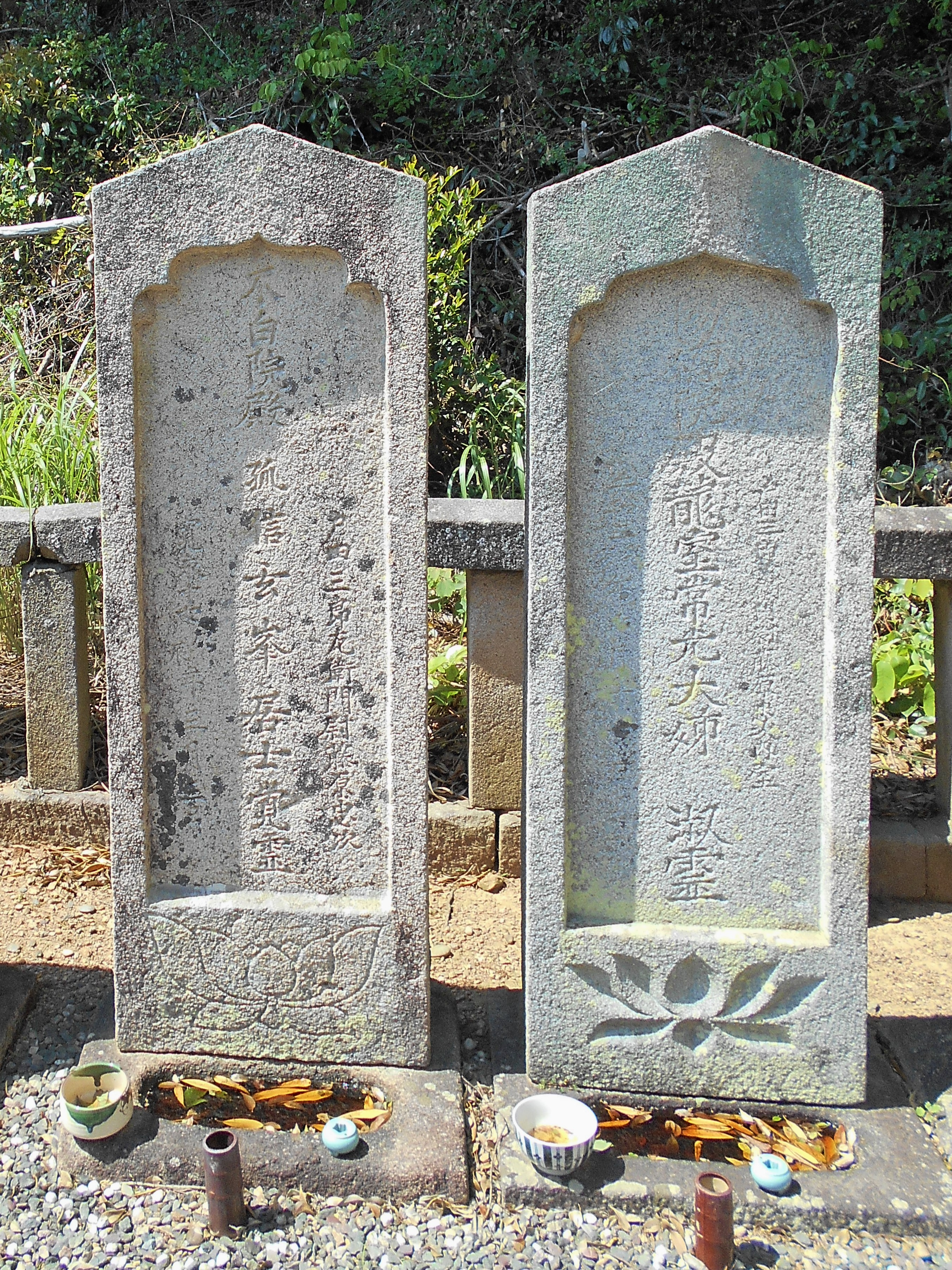
戸田忠次（継）と陽徳院の墓
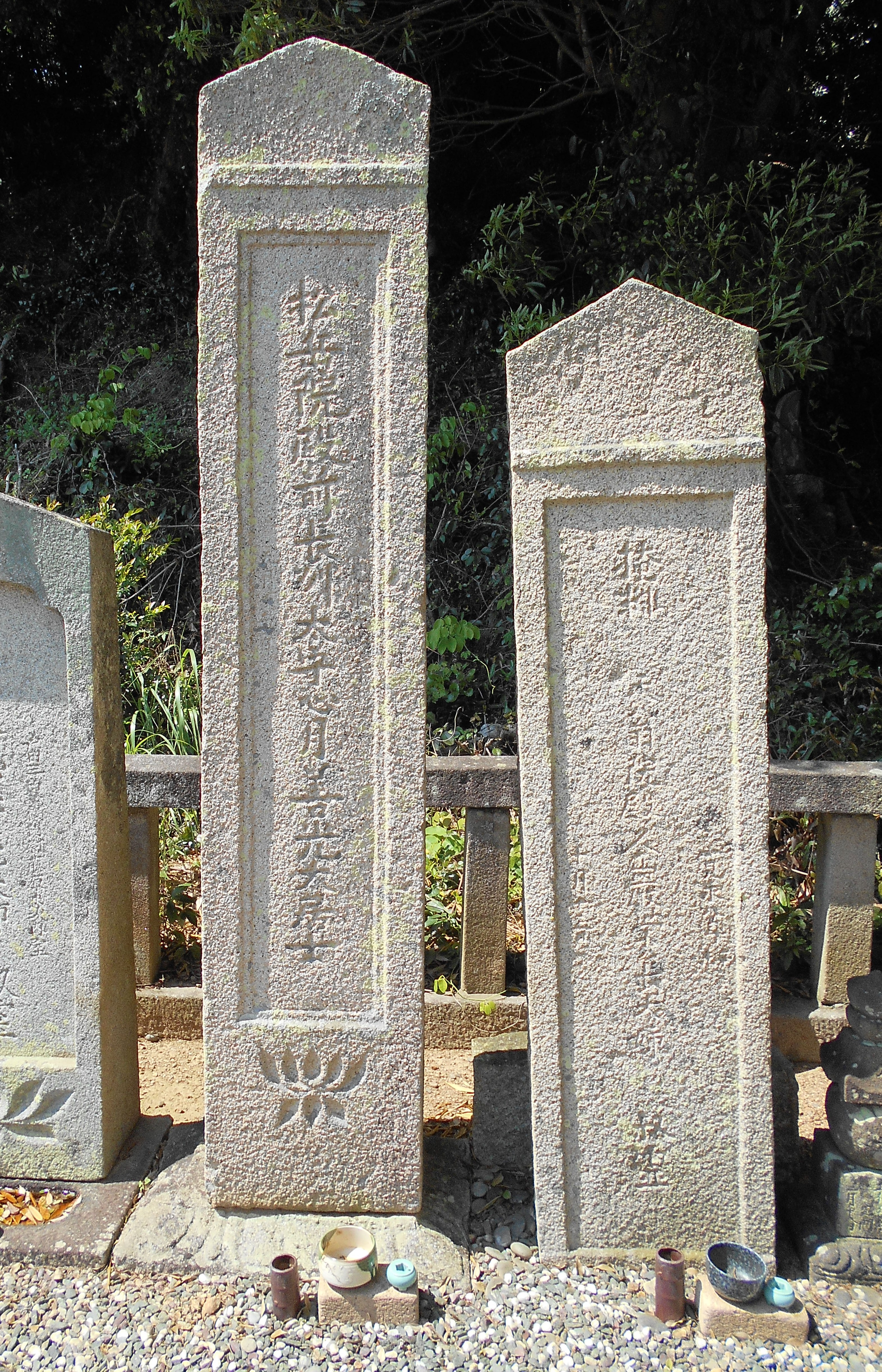
九鬼守隆と天翁院の墓
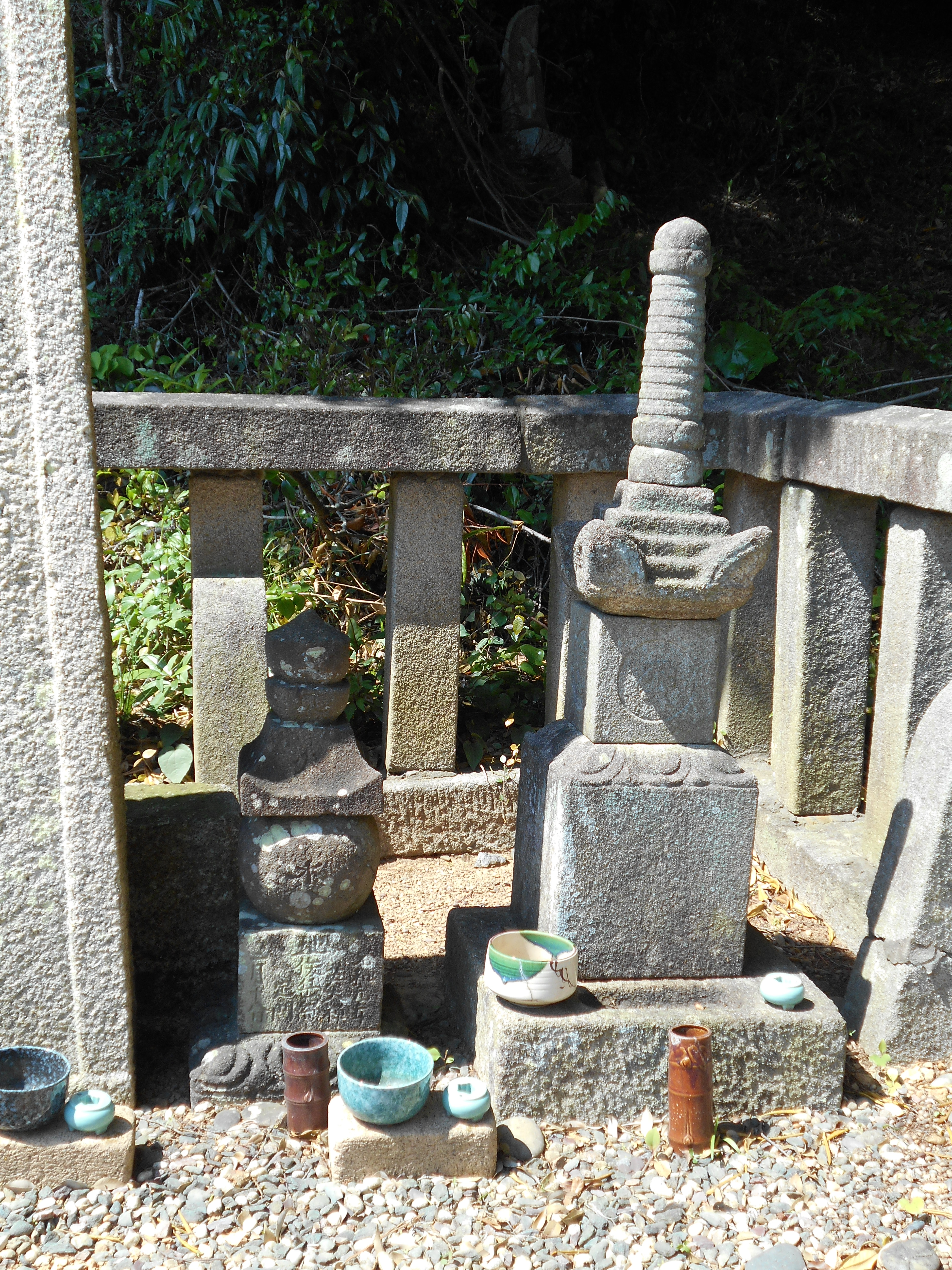
戸田外記と戸田康光の墓
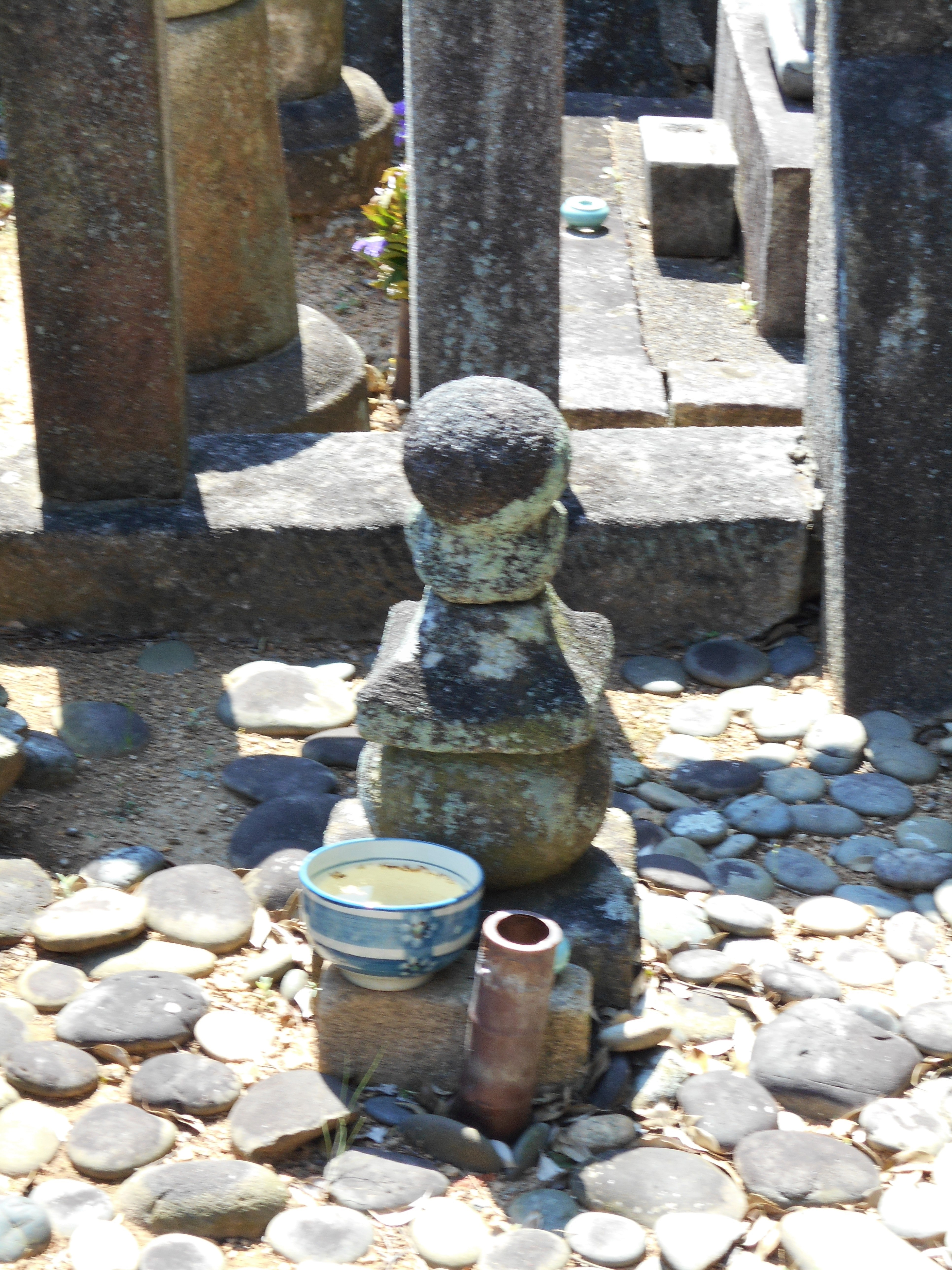
一色政照（七郎）の墓

## 文化財

### 愛知県指定文化財
木造観世音菩薩立像
高さ約110cm、桧材の一木造。平安時代-鎌倉時代の作。像の表面全体にノミ痕が細かく刻まれており、眉や唇などに僅かに彩色が施されている。通称「鉈彫観音」。境内の収蔵庫に保管され、年1回公開している。

## 所在地
- 愛知県田原市大久保町字岩下8

## アクセス
- 豊橋鉄道渥美線 三河田原駅から豊鉄バス伊良湖本線に乗り換えて「大久保」バス停下車。